# Колегіальна церква (Тюбінген)
48°31′12″ пн. ш. 9°03′22″ сх. д. / 48.52° пн. ш. 9.0561111111111° сх. д.
Колегіальна церква Святого Георгія (нім. Stiftskirche zu  St. Georg) — колегіальна церква, розташована в баден-вюртемберзькому місті Тюбінген; сучасна будівля збудована на місці церкви-попередниці в 1470-90 рр. на замовлення графа Ебергарда I при заснуванні ним Тюбінгенського університету; архітекторами Петер фон Кобленц та Ганс Аугштайндреєр.

## Історія та опис

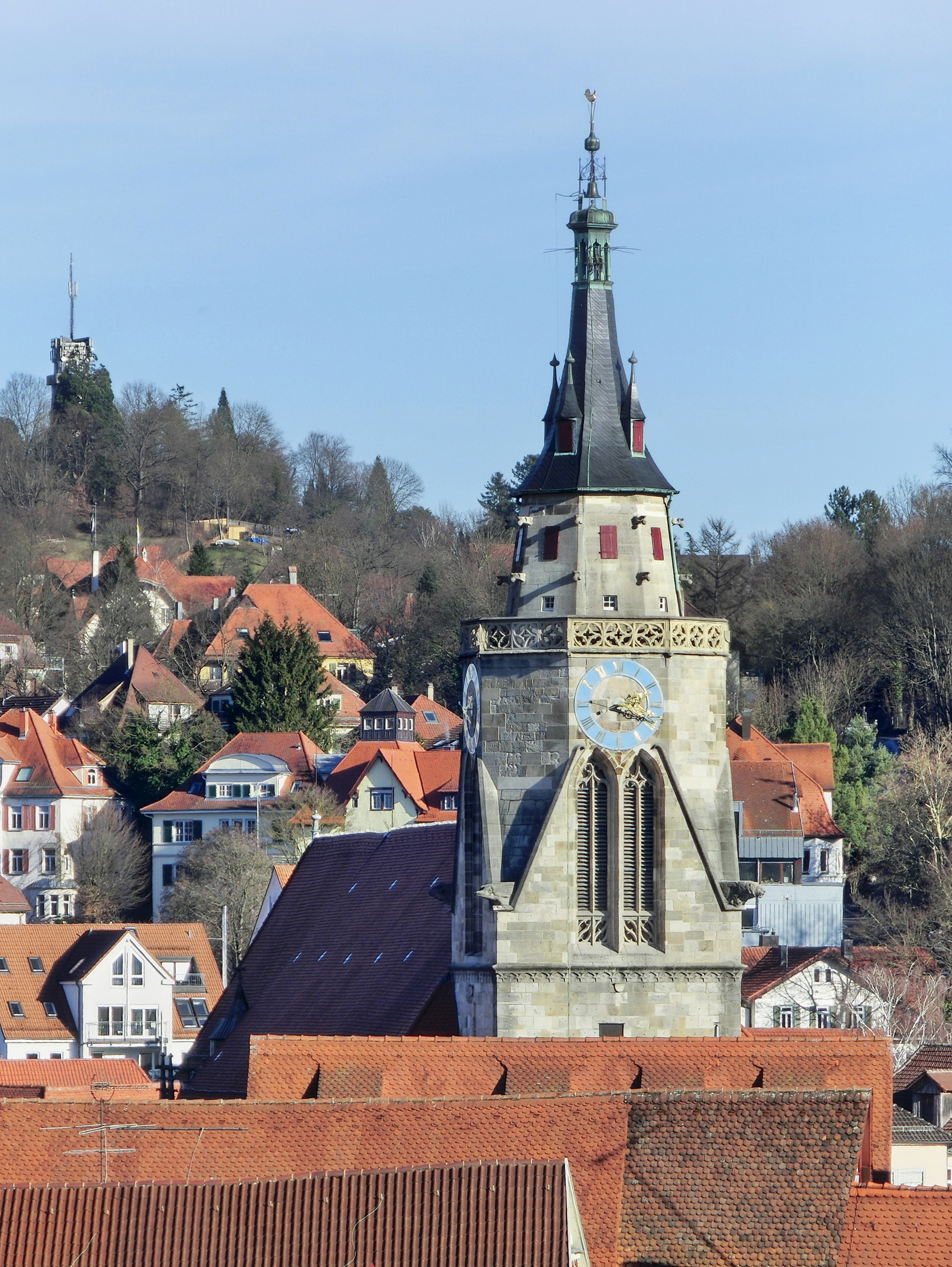
Дзвіниця церкви з годинником на фоні міських дахів у 2016 році.

Як показали археологічні розкопки, що проводилися під керівництвом Урса Бека під час реконструкції церковного інтер'єру в 1962-64 рр., колегіальна церква Святого Георгія в Тюбінгені стоїть на місці одразу двох романських церков-попередниць. 
Перша давніша будівля, імовірно побудована в XI столітті, була тринавною базилікою з напівкруглим хором і двома напівкруглими побічними апсидами. 
Центральна вісь цієї споруди була зрушена трохи на північ від осі нинішньої церкви. 
У центрі хору, просто під вівтарем, знаходився саркофаг із незвичайним похованням: у могилі був один скелет із трьома ногами. 
Хоча вже невдовзі після розкопок з'ясувалося, що йшлося про неповне збереження поховання-попередника — від якого й залишилася додаткова нога — «народна мова» Тюбінгена встигла поповнитися історією про «триногого Утця». 
Залишки другої будівлі, хоча вона і була молодшою за першу, збереглися набагато гірше: ймовірно, що це також була тринавна базиліка. 
Вона, ймовірно, мала ґанок-портал з півночі і побудована до середини XII століття.
Перша писемна згадка про храм на місці сьогоднішньої колегіальної церкви датується 1188 роком: її побудовано до формування парафіяльної церкви Тюбінгена в 1191 році. 
У 1294 церква перейшла під юрисдикцію монастиря Бебенгаузен, а в 1411 році почалося будівництво найстарішої частини нинішньої церкви — дзвіниці. 
До 1468 року дзвіницю добудували майже до верхньої точки; будівництво хору, що відбувалося близько 1478 року, приписується Петеру фон Кобленцу (пом. 1501), чию участь у будівництві на початок XXI століття однозначно не довели. 
У 1476 році колегіальну церкву Зиндельфінгену перенесли до Тюбінгену і церква Святого Георгія, яка до цього була парафіяльною, стала колегіальною. 
Через два роки розпочато будівництво нової нави, що завершилося в 1490 році; безпосередньо будівництвом керував Ганс Аугштайндреєр.
Через фінансові труднощі, що виникли при перебудові нави, її головні та бічні проходи були покриті лише дерев'яною стелею: у такому вигляді храм проіснував до 1529 року, коли дах та шпиль було завершено. 
Чернечу громаду Тюбінгену розпустили в 1534 році внаслідок Реформації, і з 1537 року церква знову стала парафіяльною. 
З 1550 року церковний хор, який до цього встиг послужити університетської аудиторією, став новим місцем поховання сім'ї герцогів Вюртемберзьких.

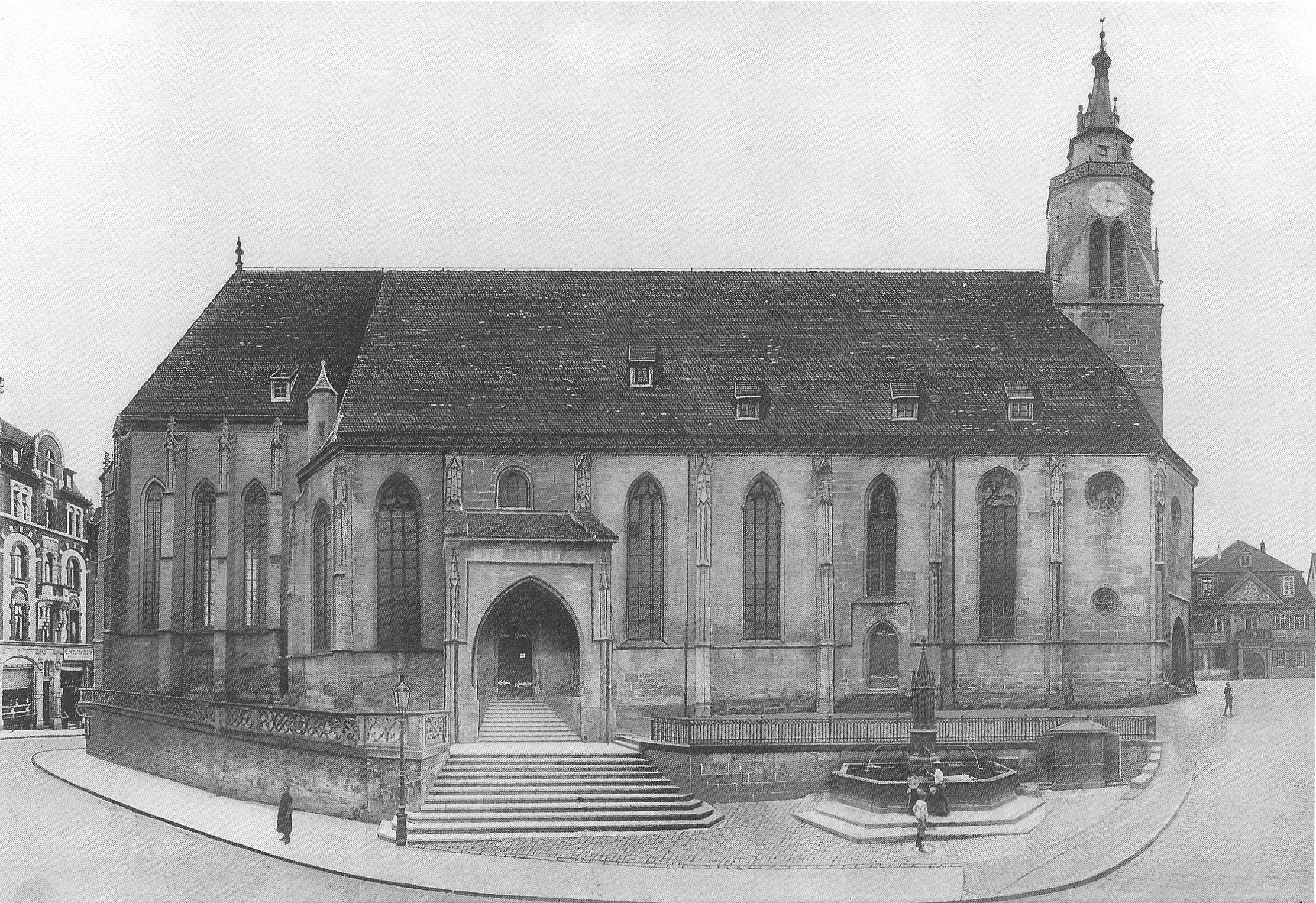
Старовинне фото Колегіальної церкви.

Дзвіниця була добудована Георгом Беєром в 1590 році, а інтер'єр церкви став бароковим в 1674-1777 рр. 
У 1876/7 рр. інтер'єр був змінений на неоготичний в результаті масштабної реконструкції церкви, що проводилася під керівництвом архітектора вюртемберзького Крістіана Фрідріха фон Лайнса (1814-92 рр.). 
Екстер'єр церкви було дещо оновлено внаслідок ремонту 1932-34 рр. 
Вже після Другої світової війни, в 1955-60 рр. хор був відновлений під керівництвом архітектора Генріха Отто Фогеля (безпосереднє керівництво роботами здійснював тюбінгенський архітектор Артур Ахштеттер), а нава був відреставрований в 1962-64 рр..
Сучасна будівля колегіальної церкви Святого Георгія в Тюбінгені є пізньоготичною тринавною базилікою з дзвіницею на західній стороні; північніше річки Неккар і є помітною міською домінантою. 
Квадратна дзвіниця досягає 45 м заввишки, що забезпечує широкий огляд на центр міста. 
Вітражі церковних вікон у хорі (всього 114 панелей) датуються 1475 роком та є роботою майстерні Петера Геммеля фон Андлау, відомого роботою над інтер'єром Ульмського собору. 
Сучасні вітражі в хорі та ризниці були створені за ескізами художника Вольфа-Дітера Колера в 1962 році. Вівтар 1520 р. є роботою учня Дюрера Ганса Шойфеліна; 1960 року його було відреставровано.
Інтер'єр церкви був повністю відреставрований в 1962-65 рр.: ремонт став явно необхідним після появи тріщин на фасаді будівлі. 
Пошкодження фундаменту церкви стало результатом зведення поблизу нього бомбосховища під час Другої світової війни. Забутий бункер нагадав про себе тільки після того, як став причиною руйнації будівлі церкви: після того, як він був заповнений бетоном, стан колегіальної церкви стабілізувався.